# Lord-lieutenant de Tipperary
Ceci est une liste de personnes qui ont servi comme Lord Lieutenant de Tipperary. L'office a été créé le 23 août 1831. Les nominations au poste se sont terminées par la création de l'État libre d'Irlande en 1922.
- John Hely-Hutchinson, 2e comte de Donoughmore: 17 octobre 1831 – 29 juin 1832
- John Hely-Hutchinson, 3e comte de Donoughmore: 14 août 1832 – 14 septembre 1851
- Cornelius O'Callaghan, 1er vicomte Lismore: 20 octobre 1851 – 30 mai 1857
- George O'Callaghan, 2e vicomte Lismore: 24 juin 1857 – 1885
- Cornwallis Maude, 1er comte de Montalt: 1885 – 9 janvier 1905
- Henry Prittie, 4e baron Dunalley: 15 mai 1905 – 1922